# Rosalie Jullien
Rosalie Jullien, née Rosalie Ducrollay le 9 septembre 1745 à Pontoise et morte le 28 avril 1824, est une épistolière et diariste française.

## Biographie
Issue d'une famille aisée, elle appartient au milieu de la bourgeoisie marchande et citadine. Elle épouse en 1774 Marc-Antoine Jullien (dit Jullien de la Drôme), futur député jacobin, représentant de la Drôme à la Convention célébré quasi-clandestinement à Paris, d'une famille de propriétaires fonciers du Dauphiné. Ils ont trois fils dont le cadet Marc-Antoine deviendra un proche de Robespierre durant la Révolution.
- Marc-Antoine Jullien de Paris dit Jules
- Bernard mort à 16 mois
- Auguste né en septembre 1779.

En 1785, le fils aîné âgé de 10 ans, est scolarisé dans un collège parisien. Son père l’accompagne. Le couple est très souvent séparé. Lorsqu’il est en déplacement, Rosalie va à Paris pour être aux côtés de leur fils, elle suit avec assiduité les séances de l’Assemblée nationale, les relate le jour même, prend parti. Lorsqu’elle est à Pizançon, elle s’occupe de la gestion de leurs propriétés, entre autres, fait l’élevage des vers à soie. Rosalie  écrit à son mari, toujours occupé par les affaires publiques. Elle est très cultivée, lit l’anglais et l’italien, cite Molière, Racine, La Fontaine surtout, des auteurs latins et italiens. Elle connaît très bien Rousseau. Rosalie a laissé une importante correspondance publiée en partie en 1881 par son arrière-petit-fils, Édouard Lockroy.
Rosalie et Marc Antoine se retirent sur leurs terres à Pizançon à Chatuzange-le-Goubet en 1810. Elle meurt le 28 avril 1824 deux ans après son époux. Elle est inhumée avec son mari au cimetière du Père-Lachaise.